# Danh sách tòa nhà cao nhất Hải Phòng

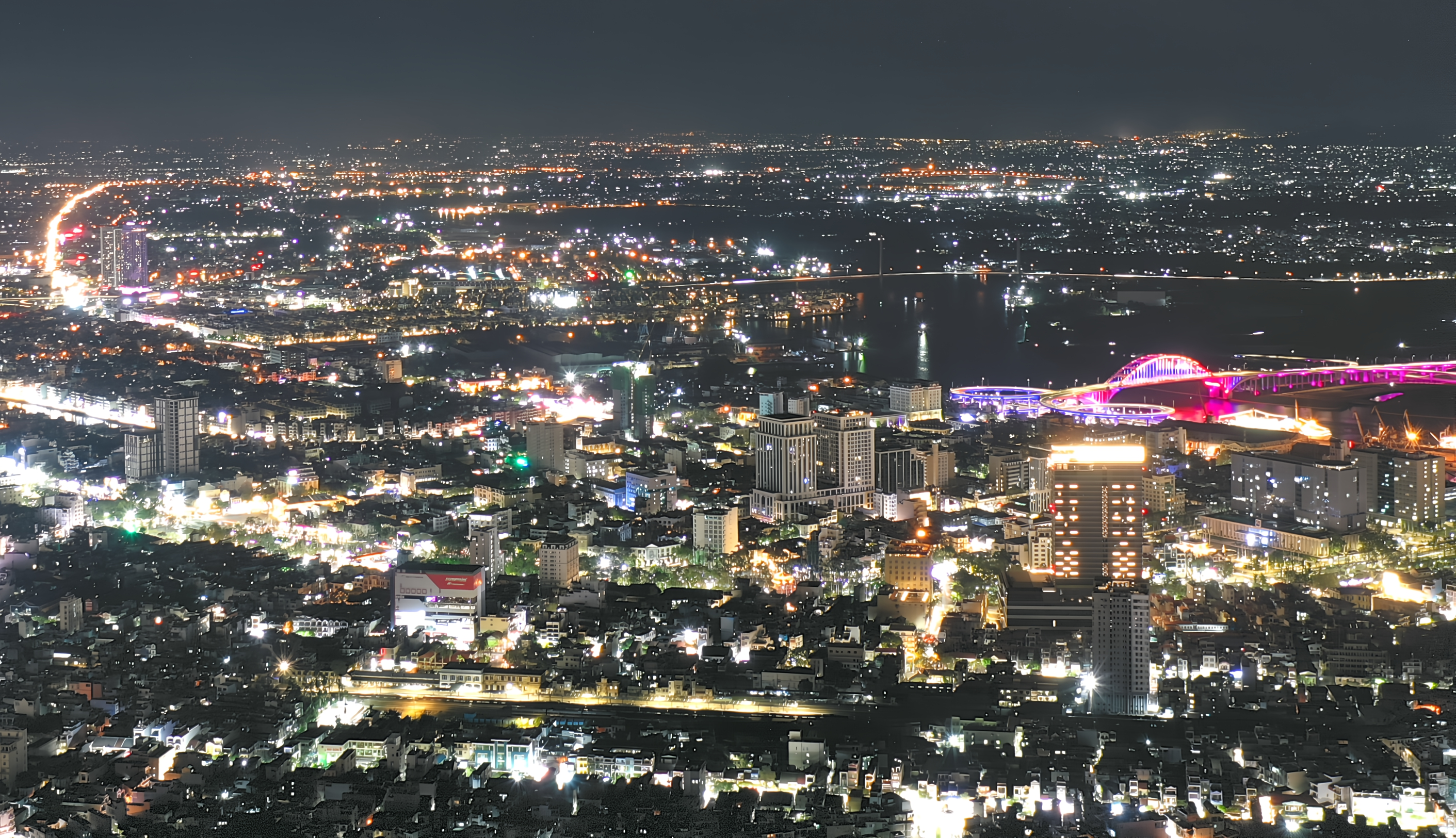
Đường chân trời khu trung tâm thành phố Hải Phòng năm 2024.

Hải Phòng là thành phố trực thuộc trung ương lớn thứ 3 Việt Nam và là thành phố cảng lớn nhất đất nước. Tính đến năm 2024, thành phố có 73 tòa nhà cao tầng đã hoàn thành và cất nóc (trong đó có 21 tòa nhà cao trên 100 mét và 51 tòa nhà cao tầng trên 50m).
Tòa nhà cao nhất Hải Phòng hiện nay là tháp khách sạn Diamond Crown Hai Phong (Diamond Crown Tower), tọa lạc tại phường Đằng Lâm, quận Hải An với chiều cao đến mái là 165m và đến ăng ten là 186m, cao 45 tầng. Đây là tòa nhà cao thứ 9 tại miền Bắc Việt Nam và cao thứ 17 Việt Nam.
Hai tòa nhà chung cư thuộc dự án Khu nhà ở xã hội 384 Lê Thánh Tông mới được cất nóc trong năm 2024, dự án gồm 3 tòa chung cư 29 tầng cao 100m
Chiều ngày 10/01/2025, Chung cư Lakeside Garden với 2 tòa tháp chiều cao 1 tòa trên 100 m & 1 tòa 113m đã được cất nóc.
Các tòa nhà cao tầng của thành phố hầu như đều tập trung ở các quận trung tâm Hải Phòng là quận Hồng Bàng, Ngô Quyền và Lê Chân. Các huyện,quận (trừ huyện Cát Hải,quận An Dương,Hải An, thành phố Thủy Nguyên) hầu như không có nhà cao tầng.
| ≥50m | ≥100m | ≥150m |
| ---- | ----- | ----- |
| 73   | 21    | 2     |

## Hình ảnh đường chân trời Hải Phòng

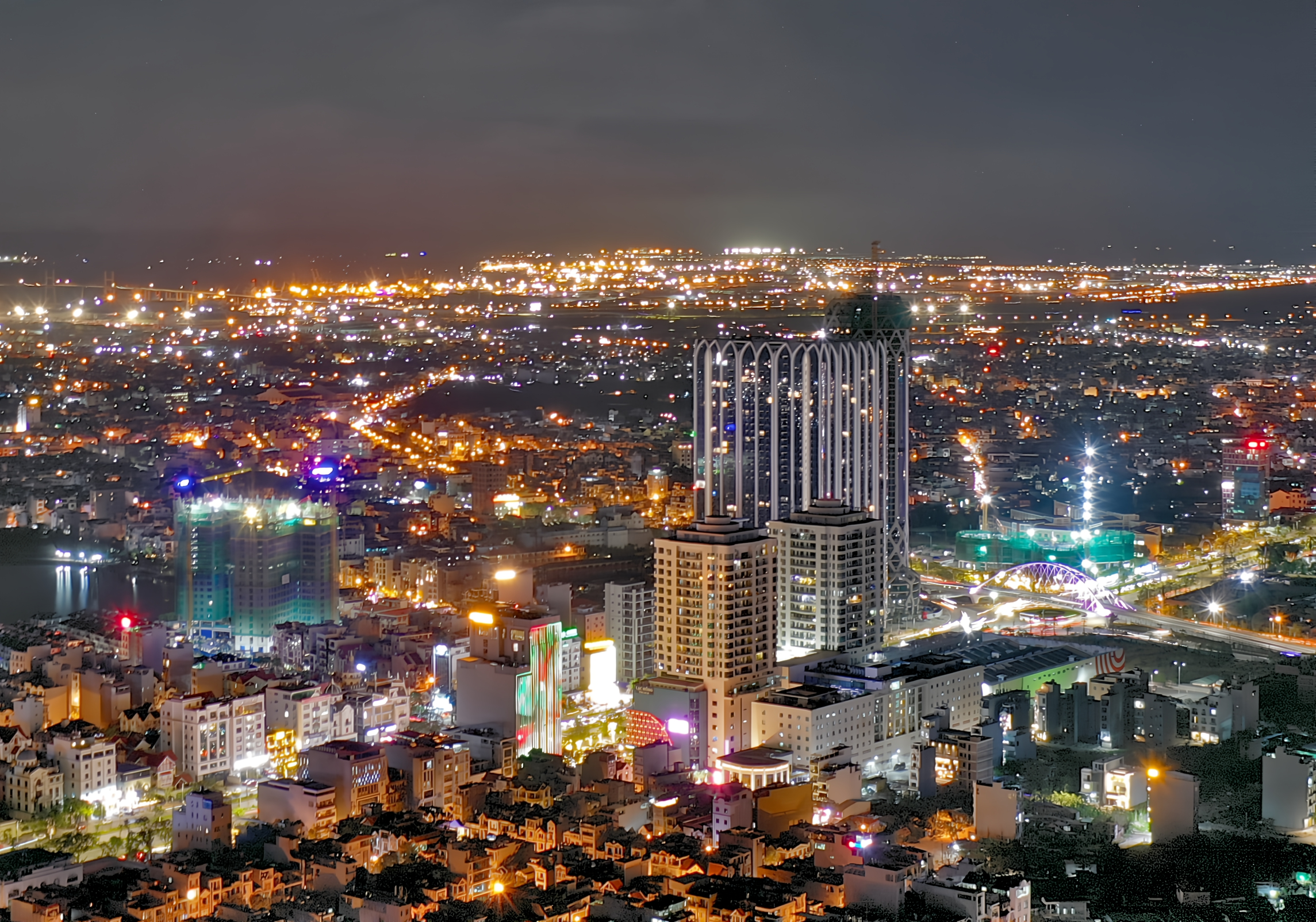
Thành phố Hải Phòng năm 2024 nhìn từ đường Lê Hồng Phong ra cầu Bạch Đằng.

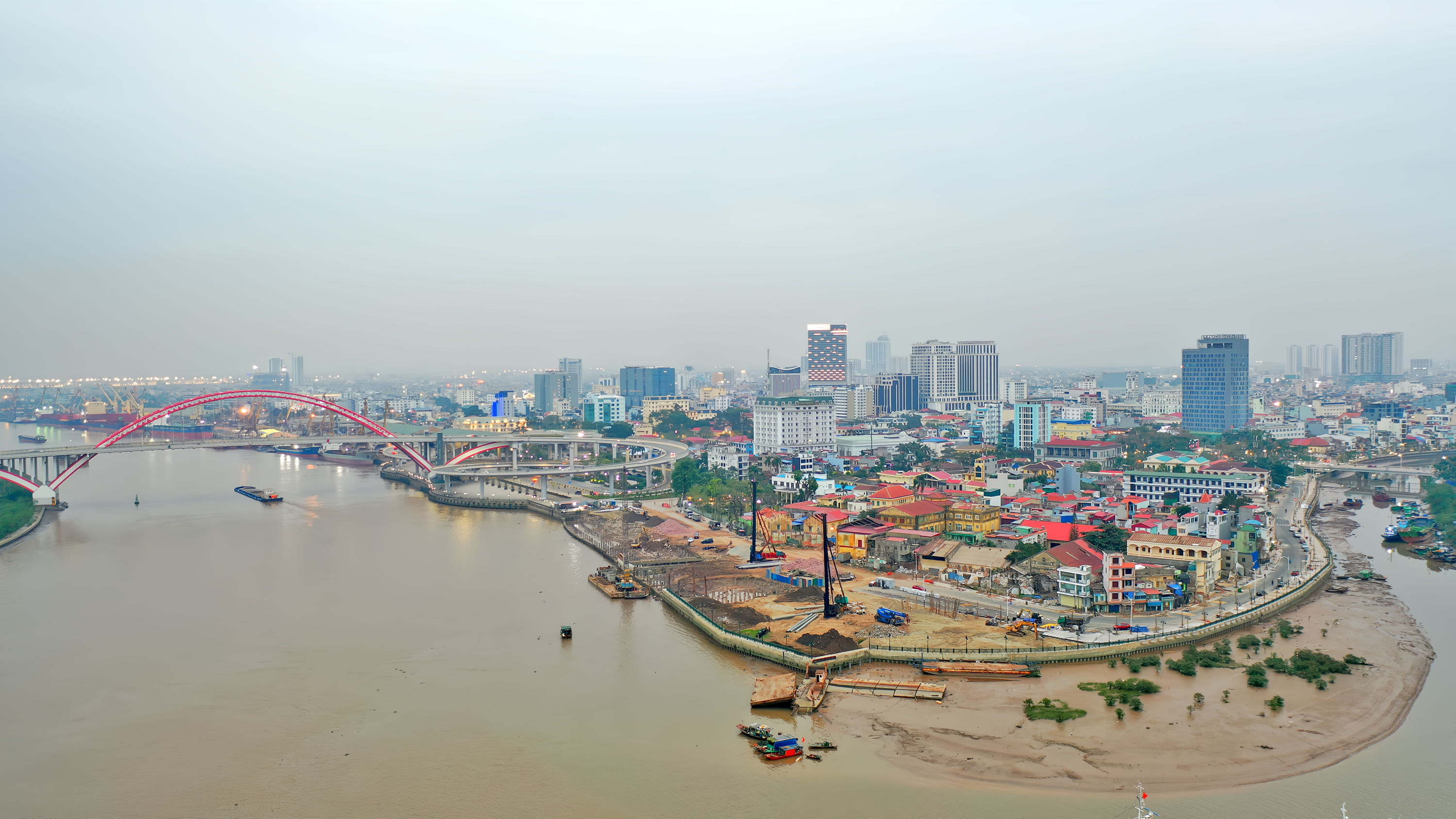
Thành phố Hải Phòng nhìn từ cầu Hoàng Văn Thụ vào tháng 12 năm 2024. Các tòa nhà có trong ảnh theo thứ tự từ trái sang phải là: Cát Bi Plaza, Pullman Hải Phòng, BRG Legend, SHP Plaza và Hyatt Place Hải Phòng, WinK, Diamond Crown, 4 toà chung cư Đồng Quốc Bình.

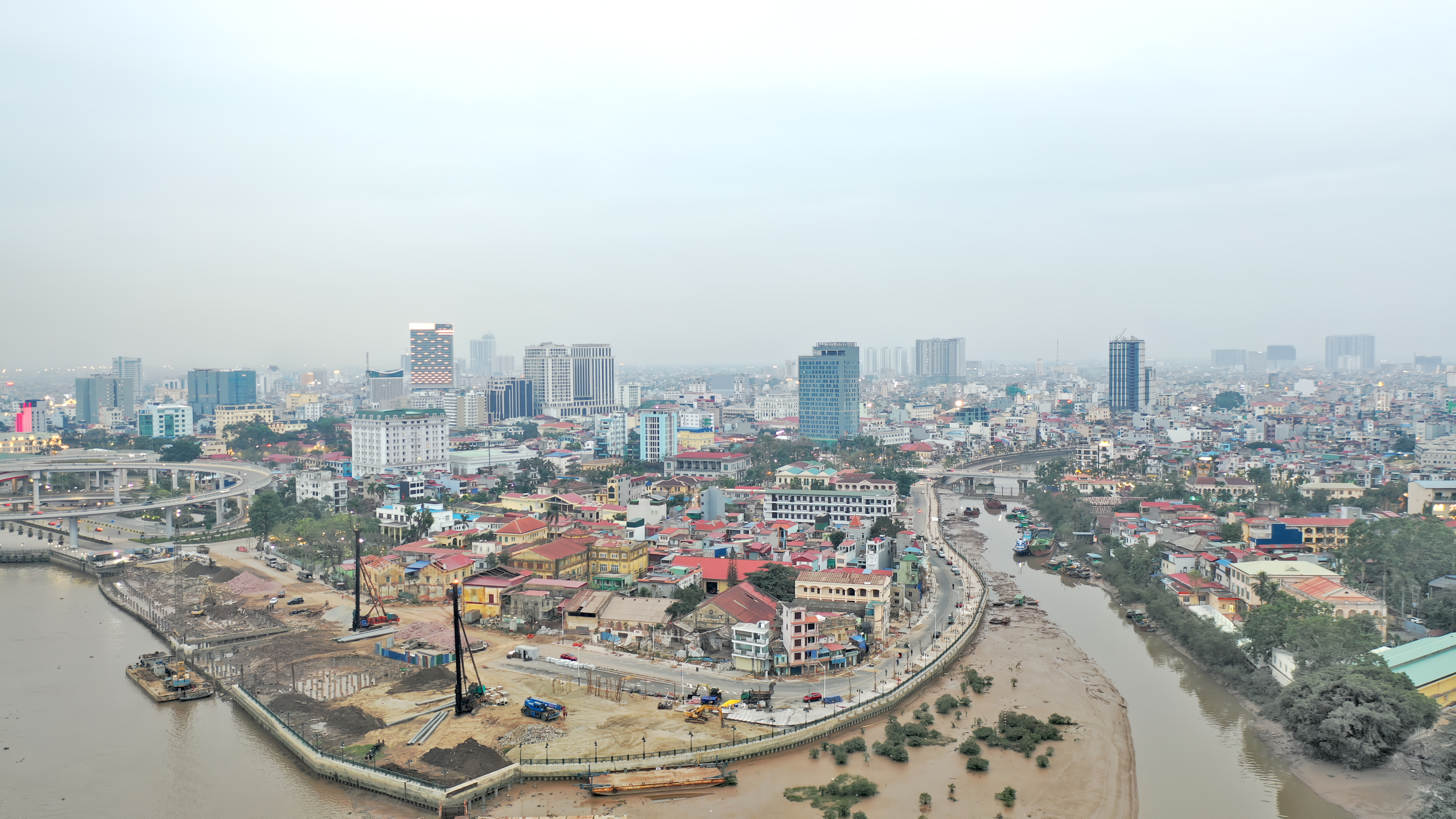
Thành phố Hải Phòng nhìn từ sông Cấm vào tháng 12 năm 2024. Các tòa nhà có trong ảnh theo thứ tự từ trái sang phải là: Cát Bi Plaza, Pullman Hải Phòng, BRG Legend, SHP Plaza và Hyatt Place Hải Phòng, WinK, Diamond Crown, 4 toà chung cư Đồng Quốc Bình, Hoàng Huy Commerce.

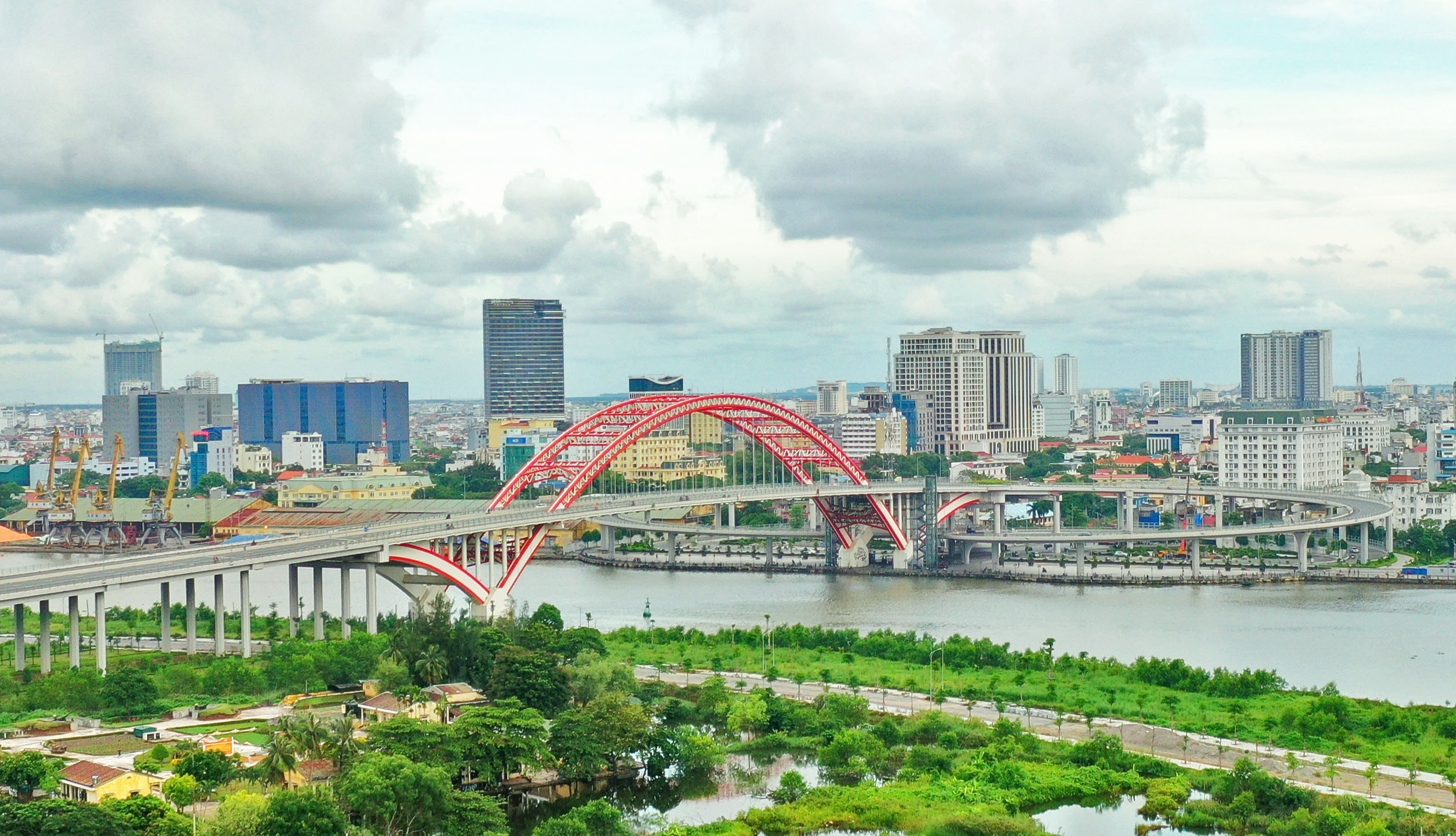
Thành phố Hải Phòng nhìn từ sông Cấm vào tháng 7 năm 2023. Các tòa nhà có trong ảnh theo thứ tự từ trái sang phải là: Cát Bi Plaza, Pullman Hải Phòng, BRG Legend, SHP Plaza và Hyatt Place Hải Phòng.

## Tòa nhà cao nhất
Danh sách các tòa nhà đã hoàn thành với chiều cao từ 50 mét trở lên.
|  | Tòa nhà cao nhất Hải Phòng         |
|  | Tòa nhà đã từng cao nhất Hải Phòng |
|  | Tòa nhà đã hoàn thành phần thô     |
|  | Tòa nhà đã cất nóc                 |

| Hạng | Tòa nhà                                          | Hình ảnh                                                 | Quận, huyện      | Chiều cao | Tầng | Hoàn thành | Ghi chú |
| ---- | ------------------------------------------------ | -------------------------------------------------------- | ---------------- | --------- | ---- | ---------- | --- |
| 1    | Diamond Crown Tower                              | Skyline-duong-Le-Hong-Phong-Hai-Phong-2024.jpg           | Hải An           | 186       | 45   | 2025       | Tòa nhà cao thứ 17 Việt Nam và thứ 9 miền Bắc Việt Nam. Công trình tháp đôi cao thứ 4 Việt Nam. Tòa nhà cao nhất Hải Phòng. Tòa nhà cao nhất quận Hải An. Tòa nhà có chiều cao trên 150m thứ 2 tại Hải Phòng. Công trình hiếm hoi tại Châu Á sử dụng kết cấu Diagrid bằng bê tông cốt thép. Chiều cao công trình đến đỉnh mái là 165m và đến ăng ten là 186m. |
| 2    | Sheraton Hai Phong                               |                                                          | Hồng Bàng        | 154       | 45   | 2019       | Tên cũ: Vinpearl Imperia Hotel. Tòa nhà cao nhất Hải Phòng từ năm 2019 cho đến năm 2024 khi Diamond Crown Tower cất nóc. Tòa nhà cao nhất quận Hồng Bàng. |
| 3    | Diamond Crown Residence                          | Skyline-duong-Le-Hong-Phong-Hai-Phong-2024.jpg           | Hải An           | 146,4     | 39   | 2024       | Công trình tháp đôi cao thứ 4 Việt Nam. Công trình hiếm hoi tại Châu Á sử dụng kết cấu Diagrid bằng bê tông cốt thép. |
| 4    | Hoàng Huy Grand Tower                            |                                                          | Hồng Bàng        | 132       | 37   | 2022       | |
| 5    | Camellia Tower                                   | Song-tam-bac.jpg                                         | Lê Chân          | 130       | 35   | 2024       | Tòa nhà cao nhất quận Lê Chân. Một phần của dự án Hoàng Huy Commerce. |
| 6    | Lotus Tower                                      | Song-tam-bac.jpg                                         | Lê Chân          | 130       | 35   | 2024       | Tòa nhà cao nhất quận Lê Chân. Một phần của dự án Hoàng Huy Commerce. |
| 7    | Tulip Tower                                      | Song-tam-bac.jpg                                         | Lê Chân          | 130       | 35   | 2024       | Tòa nhà cao nhất quận Lê Chân. Một phần của dự án Hoàng Huy Commerce. |
| 8    | Pullman Hải Phòng                                | Đường chân trời Hải Phòng nhìn từ Bắc sông Cấm.jpg       | Ngô Quyền        | 120       | 32   | 2024       | Tòa nhà cao nhất quận Ngô Quyền. Tòa nhà khách sạn cao nhất Hải Phòng. |
| 9    | Lakeside Garden A                                |                                                          | Hải An           | 113       | 31   | 2025       | Tòa nhà cất nóc vào ngày 10/1/2025 |
| 10   | Mercure Hotel                                    | Hải Phòng 2019.png                                       | Ngô Quyền        | 108,1     | 28   | 2018       | Tòa nhà cao nhất Hải Phòng từ năm 2018 đến năm 2019. Tòa nhà đầu tiên cao trên 100 mét tại Hải Phòng. |
| 11   | SHP Plaza                                        | Hải Phòng 2019.png                                       | Ngô Quyền        | 108,1     | 28   | 2018       | Tòa nhà cao nhất Hải Phòng từ năm 2018 đến năm 2019. Tòa nhà đầu tiên cao trên 100 mét tại Hải Phòng. |
| 12   | HH3 Đồng Quốc Bình                               | Song-tam-bac.jpg                                         | Ngô Quyền        | 102       | 29   | 2020       | Một phần của khu chung cư HH Đổng Quốc Bình. |
| 13   | HH4 Đồng Quốc Bình                               | Song-tam-bac.jpg                                         | Ngô Quyền        | 102       | 29   | 2021       | Một phần của khu chung cư HH Đổng Quốc Bình. |
| 14   | HH1 Đồng Quốc Bình                               | Song-tam-bac.jpg                                         | Ngô Quyền        | 102       | 29   | 2022       | Một phần của khu chung cư HH Đổng Quốc Bình. |
| 15   | HH2 Đồng Quốc Bình                               | Song-tam-bac.jpg                                         | Ngô Quyền        | 102       | 29   | 2022       | Một phần của khu chung cư HH Đổng Quốc Bình. |
| 16   | Lakeside Garden B                                |                                                          | Hải An           | 102       | 27   | 2025       | Cất nóc tháng 1 năm 2025 |
| 17   | Sentosa Sky Park                                 |                                                          | Lê Chân          | 101,8     | 28   | 2025       | Cất nóc ngày 15 tháng 7 năm 2024. |
| 18   | The Minato Residence CT1                         | Song-tam-bac.jpg                                         | Lê Chân          | 100       | 26   | 2022       | [ 6 ] |
| 19   | The Minato Residence CT2                         | Song-tam-bac.jpg                                         | Lê Chân          | 100       | 26   | 2024       | [ 6 ] |
| 20   | MoonBay Residence CT1                            |                                                          | Ngô Quyền        | 99.9      | 29   | 2025       | Tên khác: The Moon. Một phần của tổ hợp MoonBay Residence. |
| 21   | MoonBay Residence CT3                            |                                                          | Ngô Quyền        | 99.9      | 29   | 2025       | Tên khác: The Cloud. Một phần của tổ hợp MoonBay Residence. |
| 22   | Hyatt Centric Hải Phòng A                        | Song-tam-bac.jpg                                         | Hồng Bàng        | 90        | 25   | 2025       | Tên cũ: Vipco Tower. Công trình xây dựng đến năm 2014 thì hoàn thành phần thô và bỏ hoang cho đến năm 2023. Tòa nhà đang trong quá trình cải tạo. |
| 23   | BRG Legend Hilton Hotel                          | Đường chân trời Hải Phòng nhìn từ Bắc sông Cấm.jpg       | Hồng Bàng        | 89,9      | 22   | 2025       | Công trình xây dựng đến năm 2022 thì hoàn thành phần thô và bỏ hoang. Công trình đang trong quá trình tải khởi động. |
| 24   | BRG Legend Residence                             | Đường chân trời Hải Phòng nhìn từ Bắc sông Cấm.jpg       | Hồng Bàng        | 89,9      | 22   | 2025       | Công trình xây dựng đến năm 2022 thì hoàn thành phần thô và bỏ hoang. Công trình đang trong quá trình tải khởi động. |
| 25   | Bệnh viện Đa khoa Quốc tế Hải Phòng              | Haiphong, Vietnam - panoramio (8).jpg                    | Lê Chân          | 89,4      | 19   | 2014       | Tòa nhà cao nhất Hải Phòng từ năm 2014 đến năm 2018. Được xây dựng theo mô hình Bệnh viện-Khách sạn cao cấp đầu tiên ở Hải Phòng và khu vực vùng duyên hải Bắc Bộ. Một phần trong tổ hợp bệnh viện Đa khoa Quốc tế Hải Phòng. |
| 26   | Wink Hotel Hải Phòng                             |                                                          | Hồng Bàng        | 84        | 22   | 2025       | Cất nóc ngày 20 tháng 8 năm 2024. |
| 27   | Cát Bi Plaza                                     |                                                          | Ngô Quyền        | 82,3      | 21   | 2012       | Tòa nhà cao nhất Hải Phòng từ năm 2012 đến năm 2014. |
| 28   | The Tray Hotel Do Son                            | Do Son nhin tu tren cao.jpg                              | Đồ Sơn           | 80        | 19   | 2024       | Tên cũ: Khách sạn Quốc tế Đồ Sơn. Công trình xây dựng đến năm 2015 thì hoàn thành phần thô và bỏ hoang cho đến năm 2024. Tòa nhà đang trong quá trình cải tạo. |
| 29   | Hotel Nikko Hai Phong A                          | Song-tam-bac.jpg                                         | Lê Chân          | 76        | 20   | 2020       | |
| 30   | Hotel Nikko Hai Phong B                          | Song-tam-bac.jpg                                         | Lê Chân          | 76        | 20   | 2020       | |
| 31   | Bệnh viện Quốc tế Sản Nhi Hải Phòng              |                                                          | Lê Chân          | 75        | 17   | 2020       | Một phần trong tổ hợp bệnh viện Đa khoa Quốc tế Hải Phòng. |
| 32   | Forest on The Sea                                | Cat Co 1 Beach-Cát Bà Island-Andres Larin.jpg            | Cát Hải          | 75        | 17   | 2020       | Tòa nhà cao nhất huyện Cát Hải. Một phần của dự án Flamingo Cát Bà. |
| 33   | Trung tâm Chính trị - Hành chính Hải Phòng A     |                                                          | Thủy Nguyên      | 74,4      | 15   | 2025       | Tòa nhà cao nhất thành phố Thủy Nguyên. Cất nóc đầu năm 2024 dự kiến sẽ hoàn thành vào năm sau. |
| 34   | Trung tâm Chính trị - Hành chính Hải Phòng B     |                                                          | Thủy Nguyên      | 74,4      | 15   | 2025       | Tòa nhà cao nhất thành phố Thủy Nguyên. Cất nóc đầu năm 2024 dự kiến sẽ hoàn thành vào năm sau. |
| 35   | Forest in The Sun                                | Cat Co 1 Beach-Cát Bà Island-Andres Larin.jpg            | Cát Hải          | 73        | 16   | 2020       | Một phần của dự án Flamingo Cát Bà. |
| 36   | TD Plaza Tower A                                 |                                                          | Ngô Quyền        | 72        | 19   | 2009       | Tòa nhà cao nhất Hải Phòng từ năm 2009 đến năm 2012. |
| 37   | TD Plaza Tower B                                 | Ngô Quyền                                                | 72               | 19        | 2009 |            | Tòa nhà cao nhất Hải Phòng từ năm 2009 đến năm 2012. |
| 38   | Forest on The Sand                               | Cat Co 1 Beach-Cát Bà Island-Andres Larin.jpg            | Cát Hải          | 72        | 18   | 2020       | Một phần của dự án Flamingo Cát Bà. |
| 39   | Bạch Đằng Tower                                  |                                                          | Lê Chân          | 70,4      | 16   | 2017       | [ 12 ] |
| 40   | Quang Vinh Tower                                 | Khu-pho-Phap-cu-Hai-Phong-ben-canh-cau-Hoang-Van-Thu.jpg | Ngô Quyền        | 69,9      | 19   | 2025       | Cất nóc ngày 13 tháng 5 năm 2024. |
| 41   | The Hera 2B                                      |                                                          | Hồng Bàng        | 69,6      | 21   | 2020       | |
| 42   | Trường Đại học Y Dược Hải Phòng                  |                                                          | Ngô Quyền        | 68,3      | 15   | 2013       | Tòa nhà chính thuộc Trường đại học Y dược Hải Phòng. |
| 43   | Bệnh viện Quốc tế Khoa Nhi Hải Phòng             |                                                          | Lê Chân          | 65,2      | 15   | 2024       | Một phần trong tổ hợp bệnh viện Đa khoa Quốc tế Hải Phòng. |
| 44   | EIC Building                                     |                                                          | Hải An           | 65        | 15   | 2020       | |
| 45   | Nhật Hạ Hotel                                    |                                                          | Ngô Quyền        | 65        | 19   | 2022       | |
| 46   | Cục Hải quan Thành phố Hải Phòng                 |                                                          | Ngô Quyền        | 64,6      | 15   | 2011       | |
| 47   | Hoàng Long Classic Hotel                         |                                                          | Hồng Bàng (quận) | 63        | 16   | 2015       | |
| 48   | Hoa Đăng Building                                |                                                          | Hải An           | 61        | 18   | 2010       | Trụ sở Tổng công ty Bảo Đảm An Toàn Hàng Hải Miền Bắc. |
| 49   | Legend Hotel                                     | Song-tam-bac.jpg                                         | Hồng Bàng        | 61        | 18   | 2017       | |
| 50   | Cát Bà Paradise Hotel                            | Cat Ba city fontaine.jpg                                 | Cát Hải          | 61        | 18   | 2018       | |
| 51   | The Shine Hotel                                  |                                                          | Ngô Quyền        | 61        | 18   | 2020       | |
| 52   | Hyatt Centric Hải Phòng B                        | Song-tam-bac.jpg                                         | Hồng Bàng        | 60        | 17   | 2024       | Tên cũ: Central Tower. Công trình xây dựng đến năm 2014 thì hoàn thành phần thô và bỏ hoang cho đến năm 2023. Tòa nhà đang trong quá trình cải tạo. |
| 53   | Tòa nhà Đài phát thanh và truyền hình Hải Phòng  |                                                          | Lê Chân (quận)   | 59        | 15   | 2015       | |
| 54   | Pandora Center                                   |                                                          | Lê Chân          | 57,9      | 9    | 2025       | Dự kiến sẽ hoạt động tháng 12 năm nay. |
| 55   | Pearl River Apartments                           |                                                          | Dương Kinh       | 57        | 15   | 2021       | Tòa nhà cao nhất quận Dương Kinh. Giai đoạn 2 của Pearl River. |
| 56   | Harbor Residence CT3A                            |                                                          | Ngô Quyền        | 56,3      | 15   | 2025       | Một phần của khu chung cư Harbor Residence. |
| 57   | Harbor Residence CT4B                            |                                                          | Ngô Quyền        | 56,3      | 15   | 2025       | Một phần của khu chung cư Harbor Residence. |
| 58   | Madelise Hotel & Apartment                       |                                                          | Ngô Quyền        | 55        | 16   | 2022       | |
| 59   | The Shine 2 Hotel                                | Skyline-duong-Le-Hong-Phong-Hai-Phong-2024.jpg           | Ngô Quyền        | 55        | 16   | 2022       | |
| 60   | Dream Dragon Resort                              |                                                          | Đồ Sơn           | 53        | 14   | 2023       | |
| 61   | Evergreen Tràng Duệ CT1                          |                                                          | An Dương         | 53        | 15   | 2024       | Tòa nhà cao nhất quận An Dương. Một phần của khu chung cư Evergreen Tràng Duệ. |
| 62   | Evergreen Tràng Duệ CT5                          |                                                          | An Dương         | 53        | 15   | 2025       | Một phần của khu chung cư Evergreen Tràng Duệ. |
| 63   | Evergreen Tràng Duệ CT6                          |                                                          | An Dương         | 53        | 15   | 2025       | Một phần của khu chung cư Evergreen Tràng Duệ. |
| 64   | Khách sạn Draco Cát Bà QK3                       |                                                          | Cát Hải          | 52        | 15   | 2004       | |
| 65   | Khách sạn Kovie                                  |                                                          | Ngô Quyền (quận) | 52        | 16   | 2021       | |
| 66   | Khách sạn Perle d'Orient Cát Bà                  |                                                          | Cát Hải          | 52        | 14   | 2020       | |
| 67   | Tòa nhà VCCI                                     |                                                          | Ngô Quyền (quận) | 51.5      | 13   | 2010       | Chiều cao tính đến hết phần tum bên trên |
| 68   | Ký túc xá Đại học Y Dược                         |                                                          | Lê Chân          | 51        | 15   | 2017       | |
| 69   | Tòa nhà trụ sở cảnh sát PCCC thành phố Hải Phòng |                                                          | Lê Chân          | 51        | 14   | 2017       | |
| 70   | Sea Pearl Cat Ba Hotel                           |                                                          | Cát Hải          | 51        | 14   | 2015       | |
| 71   | Khu nhà ở Bộ Tư lệnh Quân chủng Hải quân         | Đường chân trời Hải Phòng nhìn từ Bắc sông Cấm.jpg       | Hồng Bàng        | 51        | 15   | 2023       | Khu B Bộ Tư lệnh Quân chủng Hải quân. |
| 72   | Trụ sở Bộ Tư lệnh Quân chủng Hải quân            | Khu phố Pháp xưa cũ Hải Phòng tháng 12 năm 2023.jpg      | Hồng Bàng        | 51        | 15   | 2023       | Khu A Bộ Tư lệnh Quân chủng Hải quân. |
| 73   | Tòa nhà VNPT Hải Phòng                           |                                                          | Hải An           | 51        | 15   | 2021       | |

### Tòa nhà cao nhất theo khu vực
| Quận / Huyện | Công trình                         | Chiều cao | Số tầng | Năm  |
| ------------ | ---------------------------------- | --------- | ------- | ---- |
| Hải An       | Diamond Crown Tower                | 186       | 45      | 2025 |
| Hồng Bàng    | Sheraton Hai Phong                 | 154       | 45      | 2019 |
| Lê Chân      | Hoàng Huy Commerce                 | 130       | 35      | 2024 |
| Ngô Quyền    | Pullman Hải Phòng                  | 120       | 32      | 2024 |
| Đồ Sơn       | The Tray Hotel Do Son              | 80        | 19      | 2024 |
| Cát Hải      | Forest on The Sea                  | 75        | 17      | 2020 |
| Thủy Nguyên  | Trung tâm Hành chính Hải Phòng     | 74,4      | 15      | 2025 |
| Dương Kinh   | Pearl River Apartments             | 57        | 15      | 2021 |
| An Dương     | Evergreen Tràng Duệ CT1            | 53        | 15      | 2024 |
| Vĩnh Bảo     | Bệnh viện Đa khoa Quốc tế Vĩnh Bảo | 38,6      | 10      | 2020 |
| Kiến An      | Trạm Radar Thời tiết Phù Liễn      | 30        | 7       | 2017 |
| Bạch Long Vĩ | Hải đăng Bạch Long Vĩ              | 23,5      | 9       | 1995 |
| An Lão       | ?                                  |           |         |      |
| Kiến Thụy    | ?                                  |           |         |      |
| Tiên Lãng    | ?                                  |           |         |      |

## Các tòa nhà trong tương lai

### Đang xây dựng
| Hạng | Tòa nhà                                                               | Vị trí           | Chiều cao | Tầng | Hoàn thành | Ghi chú        |
| ---- | --------------------------------------------------------------------- | ---------------- | --------- | ---- | ---------- | -------------- |
| 1    | Golden Crown Tower                                                    | Hải An           | 160       | 41   | 2026       |                |
| 2    | Trung tâm Thương mại Chợ Sắt A                                        | Hồng Bàng        | 146       | 40   | 2025       | Trì Hoãn       |
| 3    | Trung tâm Thương mại Chợ Sắt B                                        | Hồng Bàng        | 146       | 40   | 2025       | Trì Hoãn       |
| 4    | Khách sạn 5 sao P. Sở Dầu, Q.Hồng Bàng                                | Hồng Bàng        | 111       | 32   | 2026       |                |
| 5    | MoonBay Residence CT2                                                 | Ngô Quyền        | 100       | 29   | 2027       |                |
| 6    | Harbor Residence CT1A                                                 | Ngô Quyền        | 56,3      | 15   | 2025       |                |
| 7    | Harbor Residence CT1B                                                 | Ngô Quyền        | 56,3      | 15   | 2025       |                |
| 8    | Harbor Residence CT2A                                                 | Ngô Quyền        | 56,3      | 15   | 2025       |                |
| 9    | Harbor Residence CT2B                                                 | Ngô Quyền        | 56,3      | 15   | 2025       |                |
| 10   | Harbor Residence CT3B                                                 | Ngô Quyền        | 56,3      | 15   | 2025       |                |
| 11   | Harbor Residence CT4A                                                 | Ngô Quyền        | 56,3      | 15   | 2025       |                |
| 12   | Harbor Residence CT5                                                  | Ngô Quyền        | 56,3      | 15   | 2025       |                |
| 13   | Harbor Residence CT6                                                  | Ngô Quyền        | 56,3      | 15   | 2025       |                |
| 14   | Evergreen Tràng Duệ CT2                                               | An Dương         | 53        | 15   | 2025       |                |
| 15   | Evergreen Tràng Duệ CT3                                               | An Dương         | 53        | 15   | 2025       |                |
| 16   | Evergreen Tràng Duệ CT4                                               | An Dương         | 53        | 15   | 2025       |                |
| 17   | Evergreen Tràng Duệ CT8                                               | An Dương         | 53        | 15   | 2025       |                |
| 18   | Evergreen Tràng Duệ CT9                                               | An Dương         | 53        | 15   | 2025       |                |
| 19   | Evergreen Tràng Duệ CT10                                              | An Dương         | 53        | 15   | 2025       |                |
| 20   | Evergreen Tràng Duệ CT7                                               | An Dương         | 51,9      | 15   | 2025       |                |
| 21   | NOXH PG Aura An Đồng                                                  | An Dương         | 79        | 23   | 2025       |                |
| 22   | Hoàng Huy Commerce H2                                                 | Lê Chân (quận)   | 129       | 35   | 2025       |                |
| 23   | Ruby Tower (Dự án Gem Park)                                           | Hồng Bàng (quận) | 74        | 21   | 2025       |                |
| 24   | Sapphire Tower (Dự án Gem Park)                                       | Hồng Bàng (quận) | 74        | 21   | 2025       |                |
| 25   | Diamond Tower A (Gem Park)                                            | Hồng Bàng (quận) | 128       | 36   | 2026       |                |
| 26   | Diamond Tower B (Gem Park)                                            | Hồng Bàng (quận) | 128       | 36   | 2026       |                |
| 27   | Golden Point Tower A                                                  | Kiến An          | 70        | 20   | 2026       |                |
| 28   | Golden Point Tower B                                                  | Kiến An          | 70        | 20   | 2026       |                |
| 29   | The Inter5                                                            | An Dương         | 84        | 24   | 2026       |                |
| 30   | Future Park (TD Group)                                                | Lê Chân (quận)   | 54        | 15   | 2026       | Chưa Khởi Công |
| 31   | Tòa nhà TMDV (Công ty TNHH Vượng An Phát)                             | Lê Chân (quận)   | 108       | 30   | 2026       |                |
| 32   | Tòa nhà TTTM Dịch vụ (Cạnh tòa nhà Đông Phương - Đường Lê Hồng Phong) | Ngô Quyền (quận) | 50        | 14   | 2026       |                |

### Đã lên kế hoạch, phê duyệt, đề xuất
| Hạng | Tòa nhà                                                                | Vị trí         | Chiều cao | Tầng | Năm | Trạng thái |
| ---- | ---------------------------------------------------------------------- | -------------- | --------- | ---- | --- | ---------- |
| 1    | Chiyoda CT1                                                            | Lê Chân        | 87        | 21   | -   | Phê duyệt  |
| 2    | Chiyoda CT2                                                            | Lê Chân        | 87        | 21   | -   | Phê duyệt  |
| 3    | Chung cư Nam Long (An Đồng) CT1                                        | An Dương       | 63        | 18   | -   | Kế Hoạch   |
| 4    | Chung cư Nam Long (An Đồng) CT2                                        | An Dương       | 63        | 18   | -   | Kế Hoạch   |
| 5    | Chung cư Nam Long (An Đồng) CT3                                        | An Dương       | 63        | 18   | -   | Kế Hoạch   |
| 6    | NOXH Khu đô thị Cầu Rào 2 CT1                                          | Lê Chân (quận) | 56        | 16   | -   | Kế Hoạch   |
| 7    | NOXH Khu đô thị Cầu Rào 2 CT2                                          | Lê Chân (quận) | 56        | 16   | -   | Kế Hoạch   |
| 8    | NOXH Khu đô thị Cầu Rào 2 CT3                                          | Lê Chân (quận) | 56        | 16   | -   | Kế Hoạch   |
| 9    | NOXH Khu đô thị Cầu Rào 2 CT4                                          | Lê Chân (quận) | 56        | 16   | -   | Kế Hoạch   |
| 10   | Tòa nhà chung cư kết hợp TMDV Hoàng Huy Group                          | Lê Chân (quận) | 148       | 40   | -   | Phê duyệt  |
| 11   | Chung cư cao cấp Vinhomes Vũ Yên CT1                                   | Thủy Nguyên    | 63        | 18   | -   | Kế Hoạch   |
| 12   | Chung cư cao cấp Vinhomes Vũ Yên CT2                                   | Thủy Nguyên    | 63        | 18   | -   | Kế Hoạch   |
| 13   | Chung cư cao cấp Vinhomes Vũ Yên CT3                                   | Thủy Nguyên    | 63        | 18   | -   | Kế Hoạch   |
| 14   | Chung cư cao cấp Vinhomes Vũ Yên CT4                                   | Thủy Nguyên    | 63        | 18   | -   | Kế Hoạch   |
| 15   | Chung cư cao cấp Vinhomes Vũ Yên CT5                                   | Thủy Nguyên    | 63        | 18   | -   | Kế Hoạch   |
| 16   | Chung cư cao cấp Vinhomes Vũ Yên CT6                                   | Thủy Nguyên    | 63        | 18   | -   | Kế Hoạch   |
| 17   | Chung cư cao cấp Vinhomes Vũ Yên CT7                                   | Thủy Nguyên    | 63        | 18   | -   | Kế Hoạch   |
| 18   | Chung cư cao cấp Vinhomes Vũ Yên CT8                                   | Thủy Nguyên    | 63        | 18   | -   | Kế Hoạch   |
| 19   | Chung cư cao cấp Vinhomes Vũ Yên CT9                                   | Thủy Nguyên    | 63        | 18   | -   | Kế Hoạch   |
| 20   | Chung cư cao cấp Vinhomes Vũ Yên CT10                                  | Thủy Nguyên    | 63        | 18   | -   | Kế Hoạch   |
| 21   | Chung cư cao cấp Vinhomes Vũ Yên CT11                                  | Thủy Nguyên    | 63        | 18   | -   | Kế Hoạch   |
| 22   | Chung cư cao cấp Vinhomes Vũ Yên CT12                                  | Thủy Nguyên    | 63        | 18   | -   | Kế Hoạch   |
| 23   | Chung cư cao cấp Vinhomes Vũ Yên CT13                                  | Thủy Nguyên    | 63        | 18   | -   | Kế Hoạch   |
| 24   | Chung cư cao cấp Vinhomes Vũ Yên CT14                                  | Thủy Nguyên    | 63        | 18   | -   | Kế Hoạch   |
| 25   | Tòa Trung tâm TM-DV 268 Trần Nguyên Hãn                                | Lê Chân (quận) | 61        | 17   | -   | Phê duyệt  |
| 26   | Tòa nhà trung tâm TM-DV 75 tầng (Khu đô thị Bắc Sông Cấm, Thủy Nguyên) | Thủy Nguyên    | 240       | 75   | -   | Phê duyệt  |
| 27   | Tòa nhà TT thương mại dịch vụ 27 tầng nút giao Quán Mau                | Lê Chân (quận) | 110       | 27   | -   |            |